# Rijstpelmolen Van Dinteren
De Rijstpelmolen van Van Dinteren was een rosmolen in Tegelen, in de huidige Nederlandse gemeente Venlo.
De molen werd gebouwd door de toenmalige bewoner van kasteel Holtmühle, Peter Frans van Dinteren, en bevond zich dan ook in de directe nabijheid van dit kasteel.
De molen was een heel kort leven beschoren, getuige de jaartallen van bouw en afbraak. Nadat de molen in 1831 gereed kwam en in gebruik werd genomen, werd hij het daaropvolgende jaar alweer afgebroken.